# Вольфґанґ Ґілой

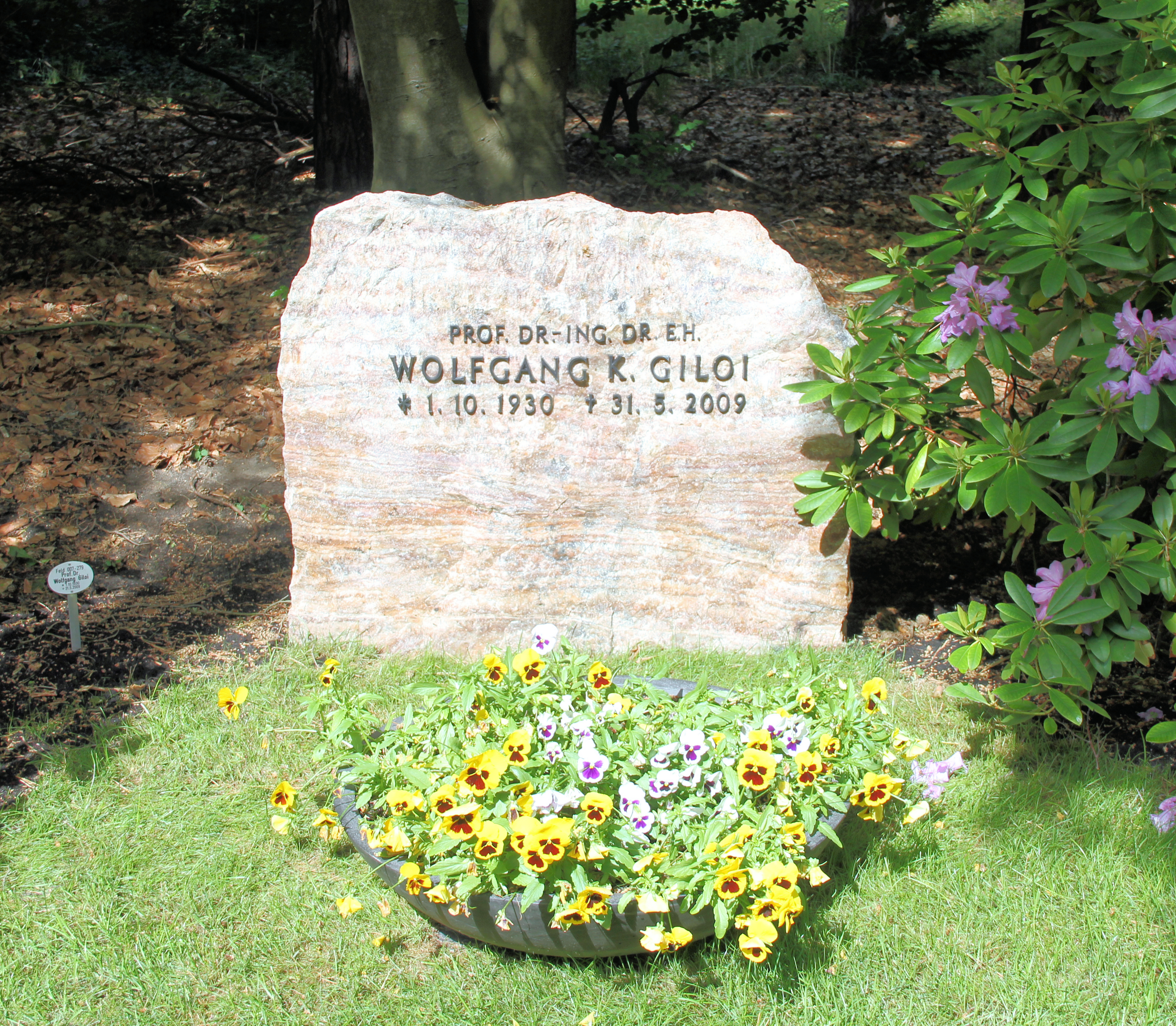
Могила на Цвинтар Ванзее, в районі Берліна Берлін-Целендорф

Вольфґанґ К. Ґілой (нім. Wolfgang K. Giloi, * 1. Жовтень 1930 року в Зобернхаймі ; † 31. Травень 2009 р. у Берліні) — німецький інформатик. Відомий своїми дослідженнями в галузі комп'ютерної архітектури.

## Життя
Вольфґанґ Ґілой до 1957 року вивчав електротехніку в Штутгартському університеті, а в 1960 році здобув там ступінь доктора. Після роботи інженером розробки і керівником обчислювального центру в AEG-Telefunken в 1965 році отримав посаду професора в Берлінському технічному університеті і перейняв керування Інститутом обробки інформації. З 1971 до 1977 року він працював професором комп'ютерних наук в Університеті Міннесоти⁣, а також у 1972 та 1974 роках короткочасно працював у Саарландському університеті в Саарбрюкені.
Потім він повернувся до технічного університету Берліна і в 1983-му заснував там «Дослідницький інститут архітектури комп'ютерів і технології програмного забезпечення» (нім. Forschungsinstitut für Rechnerarchitektur und Softwaretechnik, FIRST), директором якого він був до своєї емеритації в 1996 році. Разом з Ульріхом Троттенбергом брав участь у розробці паралельного комп'ютера SUPRENUM.
Має Орден «За заслуги перед Федеративною Республікою Німеччина». Є членом Берлінсько-Бранденбургської академії наук. У 2003-му став почесним доктором Дармштадтського технічного університету.

## Твори
- Wolfgang Giloi, Hans Liebig: Logischer Entwurf digitaler Systeme. 2. Auflage. Springer, Berlin 1980.
- Wolfgang Giloi: Konrad Zuses Plankalkül als Vorläufer moderner Programmiermodelle. Konrad-Zuse-Zentrum für Informationstechnik Berlin, Berlin 1990. (Technical report TR 90-13 [Архівовано 22 березня 2009 у Wayback Machine.])
- Wolfgang Giloi: Programmieren in APL, 1. Aufl. Walter de Gruyter Berlin, New York 1977
- Wolfgang Giloi: Rechnerarchitektur. 2., vollst. überarb. Aufl. Springer, Berlin / Heidelberg [u. a.] 1993, ISBN 3-540-56355-5.